# Museo del Great Western Railway
El STEAM - Museo del Great Western Railway (también conocido como Swindon Steam Railway Museum; Museo del Ferrocarril de Vapor de Swindon), se encuentra en parte de los antiguos Talleres de Swindon, en la localidad de Swindon (Wiltshire), una ciudad inglesa que tuvo su origen como poblado ferroviario. El museo ocupa una superficie de 6500 m², y abrió sus puertas en el año 2000.

## El sitio

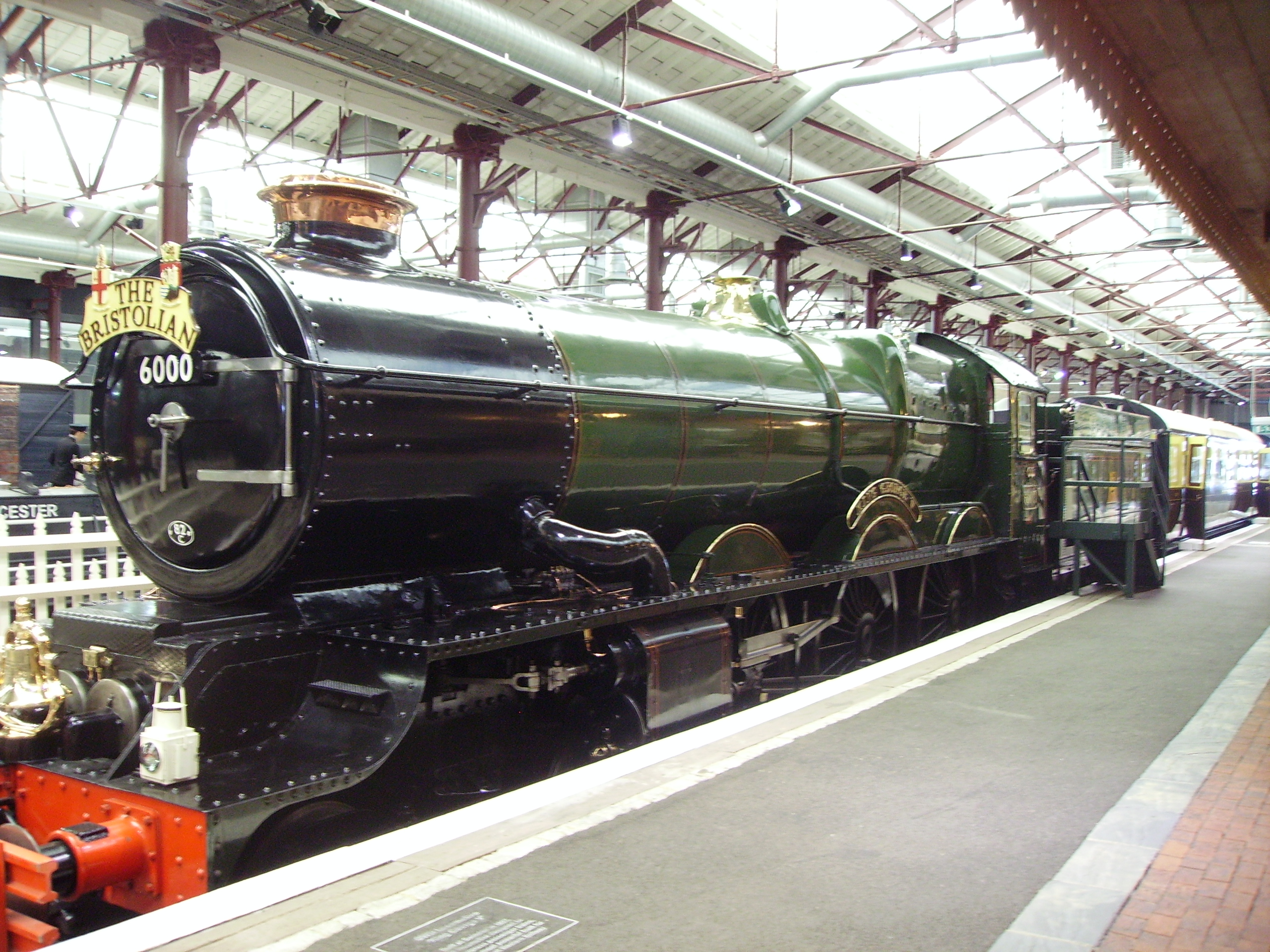
Locomotora King George V, con la cabecera del tren Bristolian

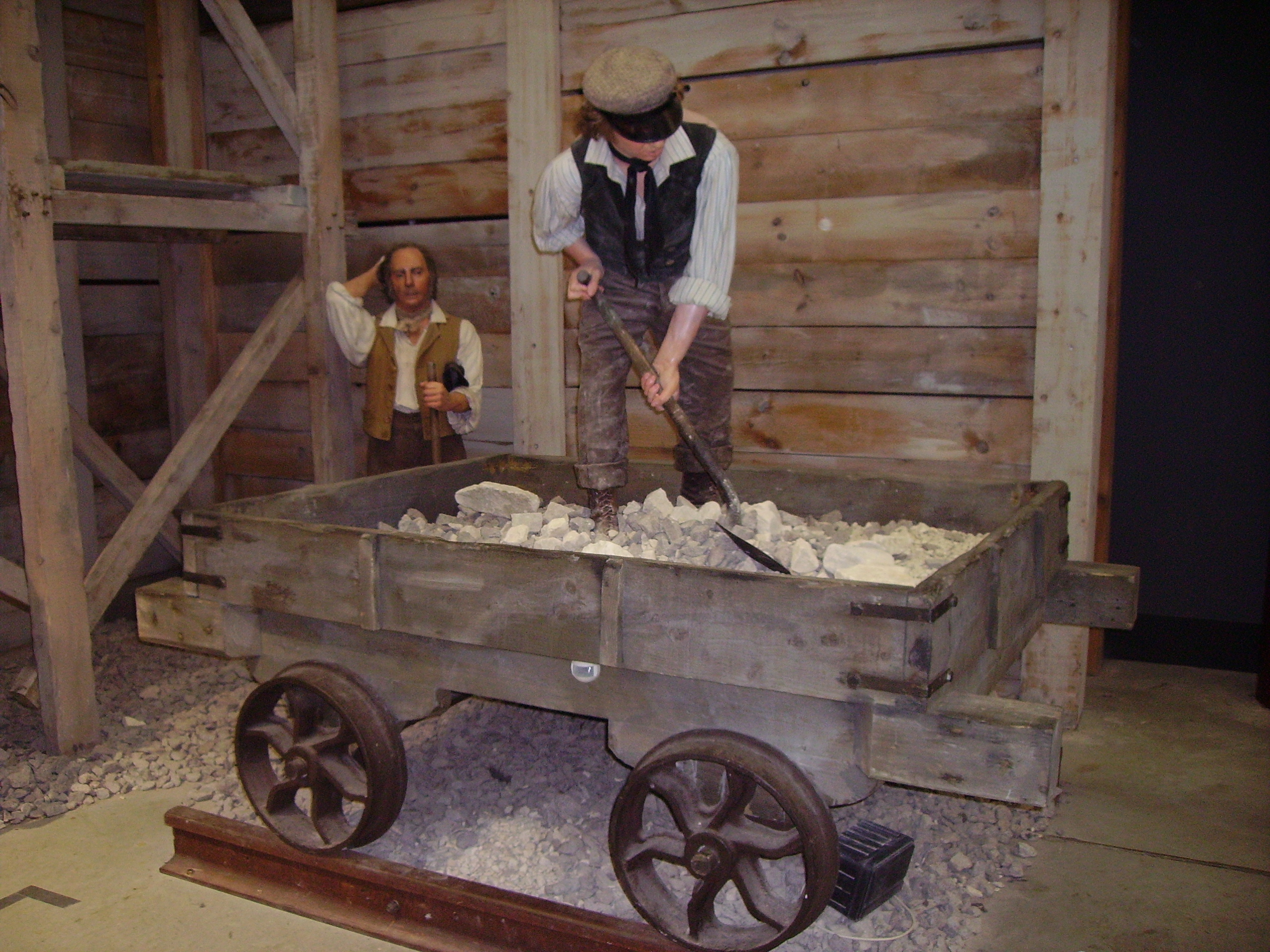
Vagoneta con balasto

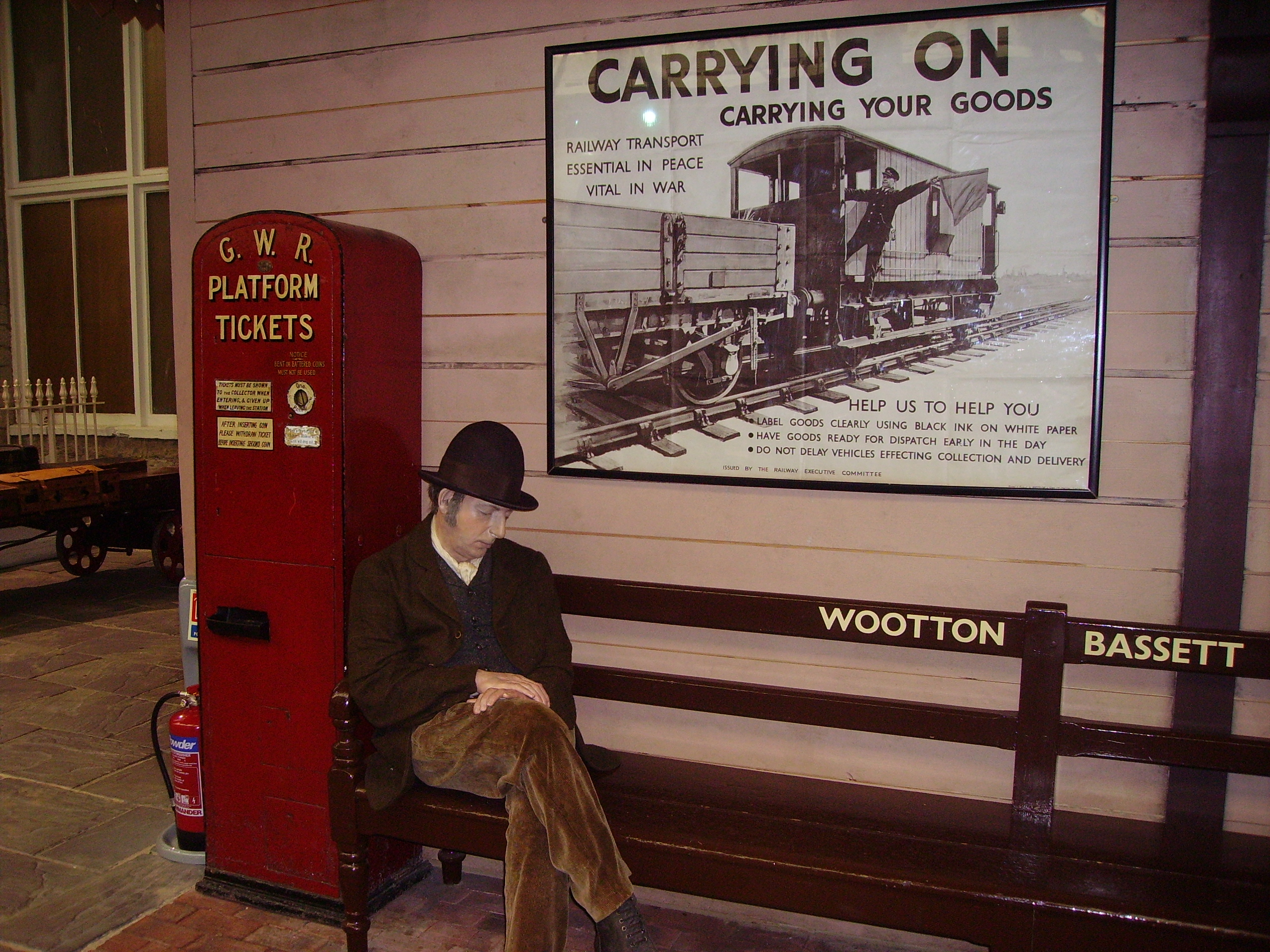
Escena en un andén

El museo está ubicado en un antiguo taller de ingeniería, construido hacia 1842 con los sillares obtenidos de la excavación del túnel de Box, y que formó parte de los Talleres de Swindon del Great Western Railway. Los talleres llegaron a ser una de las factorías ferroviarias más grandes del mundo, y funcionaron desde 1843 hasta 1986. En su apogeo, cubría más de 300 acres (121,4 ha) de extensión y podía producir tres locomotoras por semana.

La mayoría de los edificios de la antigua fábrica ahora son propiedad del McArthurGlen Designer Outlet. En el mismo emplazamiento también se encuentran la sede de la  Fundación Nacional para Lugares de Interés Histórico o Belleza Natural (en el edificio Heelis) y las oficinas de English Heritage.

## El museo
Aparte de varias exhibiciones de interés para los entusiastas de las locomotoras y el material rodante, el museo muestra la historia social de la comunidad ferroviaria en Swindon, con experiencias personales grabadas y archivos de películas. Las exhibiciones incluyen recreaciones de personas en sus trabajos, y explican el proceso de la construcción de locomotoras, de equipos ferroviarios y de los propios ferrocarriles. También ilustra la historia del Great Western Railway y la vida de Isambard Kingdom Brunel, el famoso ingeniero de la época victoriana que ideó la construcción del Great Western Railway original. Así mismo, contiene muchas exhibiciones prácticas e interactivas. El museo está atendido por entusiastas extrabajadores ferroviarios, disponibles para brindar una visión personal de muchas de las exhibiciones.
Hay una serie de reconstrucciones de áreas de trabajo, como oficinas, almacenes, talleres, casetas de señales y una fundición.
La institución posee un extenso archivo de libros, publicaciones periódicas, fotografías, dibujos y planos relacionados con el Great Western Railway.

## Ubicación
El museo está cerca del centro de la ciudad de Swindon, junto al Designer Outlet.

## Predecesor
El museo reemplazó al Museo del GWR más pequeño que se había abierto en junio de 1962 en Faringdon Road, justo al sur de los antiguos talleres ferroviarios. Estaba ubicado en un edificio catalogado de la década de 1850 restaurado, que originalmente era una casa de alojamiento para los empleados de la fábrica.
El Museo del GWR tenía cinco locomotoras en exhibición en la Galería Churchward: la North Star No. 3717; la City of Truro No. 4003; la Lode Star, la Dean Goods No. 2516; y la Pannier Tank No. 9400. Además tenía una selección de placas de identificación y algunos modelos. Se había dedicado una sala a Isambard Kingdom Brunel y otra a Daniel Gooch.

## Colección

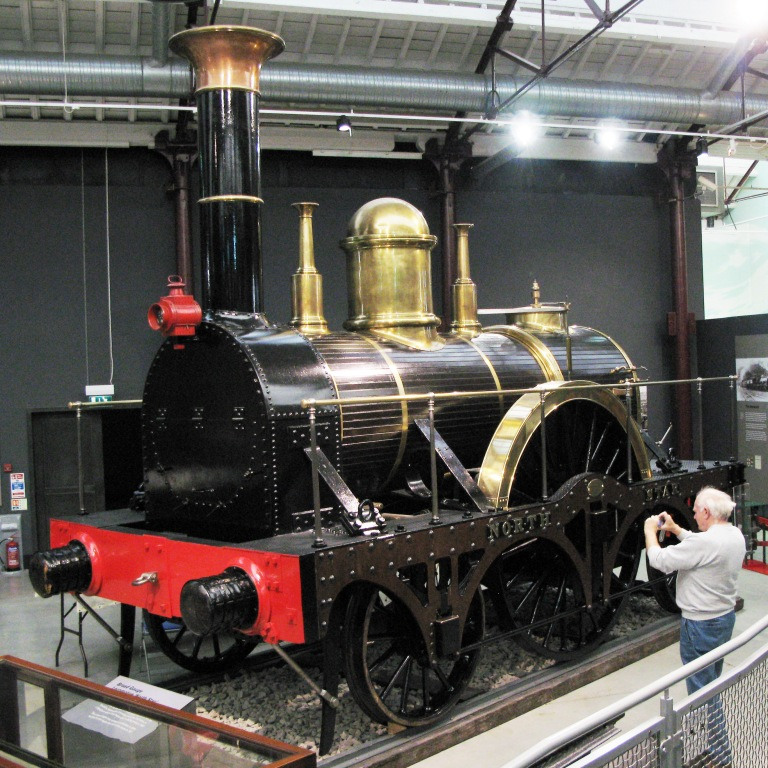
Locomotora North Star

El museo alberga varias locomotoras del GWR procedentes de la época anterior a la nacionalización, dos de las cuales son las primeras unidades de sus respectivas clases. La mayoría de ellas forman parte de la Colección Nacional del Reino Unido.
- GWR Clase Star North Star: una réplica de una de las primeras locomotoras de gran ancho (de 7 pies 1/4 plg (2140 mm)). Forma parte de la National Collection.
- GWR Clase 2301 No. 2516: Construida en 1897. Parte de la National Collection.
- GWR Clase 2800 No. 2818: Construida en 1905. Anteriormente, formaba parte de la National Collection, de la que se retiró en 2017 para transferir su propiedad al Museo STEAM.
- GWR Clase 3700 No. 3717 City of Truro: Construida en 1903. Famosa por supuestamente haber establecido un récord de velocidad al haber alcanzado 102,4 millas por hora (164,8 km/h) en Wellington Bank en 1904. Préstamo del Museo Nacional del Ferrocarril de York y llegó junto con la locomotora King George V 6000 como reemplazo de la Lode Star No. 4003 y un Railcar del GWR.[6]
- GWR Clase Castle No. 4073 Caerphilly Castle: Construida en 1923. Forma parte de la National Collection
- GWR Clase 4200 No. 4248: Construida en 1916. Desmantelada en gran parte para que parezca una locomotora en construcción.
- GWR Clase 6000 No. 6000King George V: Construida en 1927. Llegó junto a la City of Truro 3717. En préstamo del Museo Nacional del Ferrocarril de York como reemplazo de la Lode Star No. 4003 y del Railcar del GWR.[6]
- GWR Clase 7800 No. 7821 Ditcheat Manor: Construida en 1950. Se muestra en el cercano Swindon Designer Outlet.
- GWR Clase 9400 No. 9400: Construida en 1947. Parte de la National Collection.

El museo también exhibe una pequeña colección de material rodante y equipo del Great Western, que incluye:

## Galería
|  |  |  |  |

|  |  |  |  |